# Gratiola pumilio
Gratiola pumilio är en grobladsväxtart som beskrevs av Ferdinand von Mueller. Gratiola pumilio ingår i släktet jordgallor, och familjen grobladsväxter. Inga underarter finns listade i Catalogue of Life.